# MacGyver/Episodenliste
Diese Episodenliste enthält alle Episoden der US-amerikanischen Fernsehserie MacGyver in der Reihenfolge ihrer Erstausstrahlung. Zwischen 1985 und 1992 entstanden in sieben Staffeln insgesamt 139 Episoden, 1994 folgten zwei Fernsehfilme. Die Erstausstrahlung in den USA erfolgte durch ABC, die deutschsprachige Erstausstrahlung sendete Sat.1.

## Übersicht
|                |          | US-Erstausstrahlung auf ABC                                                               | US-Erstausstrahlung auf ABC | Deutschsprachige Erstausstrahlung auf Sat.1 und RTL Nitro        | Deutschsprachige Erstausstrahlung auf Sat.1 und RTL Nitro |
| Staffel        | Episoden | Zeitraum                                                                                  | Rang in den Nielsen Ratings | Zeitraum                                                         |                                                           |
| -------------- | -------- | ----------------------------------------------------------------------------------------- | --------------------------- | ---------------------------------------------------------------- | --------------------------------------------------------- |
| 1              | 22       | 29. Sep. 1985 – 7. Mai 1986                                                               | 47                          | 29. Aug. 1987 – 1. Nov. 1994                                     |                                                           |
| 2              | 22       | 22. Sep. 1986 – 4. Mai 1987                                                               | 41                          | 19. Dez. 1987 – 28. Nov. 1994                                    |                                                           |
| 3              | 20       | 21. Sep. 1987 – 9. Mai 1988                                                               | 53                          | 4. Feb. 1989 – 30. Dez. 1994                                     |                                                           |
| 4              | 19       | 31. Okt. 1988 – 15. Mai 1989                                                              | 46                          | 9. Dez. 1989 – 5. Mai 1990                                       |                                                           |
| 5              | 21       | 18. Sep. 1989 – 30. Apr. 1990                                                             | ?                           | 1. Jan. 1991 – 21. Dez. 1992 (außer Ep. 9), 9. Sep. 2014 (Ep. 9) |                                                           |
| 6              | 21       | 17. Sep. 1990 – 6. Mai 1991                                                               | 52                          | 27. Aug. 1991 – 22. Dez. 1992 (außer Ep. 7)                      |                                                           |
| 7              | 14       | 16. Sep. 1991 – 30. Dez. 1991 (bis Ep. 12), 25. Apr. 1992 (Ep. 13), 21. Mai 1992 (Ep. 14) | 74                          | 19. Nov. 1992 – 17. Dez. 1992                                    |                                                           |
| 2 Fernsehfilme |          | 14. Mai 1994 – 24. Nov. 1994                                                              | –                           | 15. Jan. 1995 – 22. Jan. 1995                                    |                                                           |

## Staffel 1
| Nr. (ges.) | Nr. (St.) | Deutscher Titel                   | Originaltitel            | Erstausstrahlung USA | Deutschsprachige Erstausstrahlung (D) | Regie                          | Drehbuch                                                                       |
| ---------- | --------- | --------------------------------- | ------------------------ | -------------------- | ------------------------------------- | ------------------------------ | ------------------------------------------------------------------------------ |
| 1          | 1         | Explosion unter Tage              | Pilot                    | 29. Sep. 1985        | 29. Aug. 1987                         | Alan Smithee                   | Thackary Pallor                                                                |
| 2          | 2         | Goldbroiler MacGyver              | The Golden Triangle      | 6. Okt. 1985         | 5. Okt. 1994                          | Paul Stanley & Donald Petrie   | Dennis R. Foley & Terry Nation                                                 |
| 3          | 3         | Die Diebin von Budapest           | Thief of Budapest        | 13. Okt. 1985        | 19. Sep. 1987                         | Lee H. Katzin & John Patterson | Terry Nation, Stephen Downing & Joe Viola                                      |
| 4          | 4         | Schnappschüsse mit Folgen         | The Gauntlet             | 21. Okt. 1985        | 2. Apr. 1988                          | Lee H. Katzin                  | Stephen Kandel                                                                 |
| 5          | 5         | 60 Millionen an der Angel         | The Heist                | 3. Nov. 1985         | 31. Okt. 1987                         | Alan Smithee                   | James Schmerer Idee: Larry Alexander & James Schmerer                          |
| 6          | 6         | Der Ameisenkrieg                  | Trumbo’s World           | 10. Nov. 1985        | 26. Sep. 1987                         | Donald Petrie & Lee H. Katzin  | Stephen Kandel                                                                 |
| 7          | 7         | Kleine Fische, große Fische       | Last Stand               | 17. Nov. 1985        | 12. Okt. 1994                         | John Florea                    | Judy Burns                                                                     |
| 8          | 8         | Fackeln                           | Hellfire                 | 27. Nov. 1985        | 14. Nov. 1987                         | Richard Colla                  | Stephen Kandel, James Schmerer & Douglas Brooks West Idee: Douglas Brooks West |
| 9          | 9         | Der verlorene Sohn                | The Prodigal             | 8. Dez. 1985         | 12. Dez. 1987                         | Alexander Singer               | David Abramowitz Idee: David Abramowitz & Paul Savage                          |
| 10         | 10        | Zielscheibe MacGyver              | Target MacGyver          | 22. Dez. 1985        | 17. Okt. 1994                         | Lee H. Katzin & Ernest Pintoff | Stephen Kandel, Mike Marvin & James Schmerer Idee: Mike Marvin                 |
| 11         | 11        | Sechs Stunden bis zur Ewigkeit    | Nightmares               | 15. Jan. 1986        | 27. Mai 1989                          | Cliff Bole                     | James Schmerer                                                                 |
| 12         | 12        | Ein unsichtbarer Gegner           | Deathlock                | 22. Jan. 1986        | 3. Okt. 1987                          | Cliff Bole & Alexander Singer  | Jerry Ludwig & Stephen Kandel                                                  |
| 13         | 13        | Alte Freundschaften               | Flame’s End              | 29. Jan. 1986        | 10. Okt. 1987                         | Bruce Seth Green               | Stephen Kandel Idee: Hannah Louise Shearer                                     |
| 14         | 14        | Wenn Bomben ticken                | Countdown                | 5. Feb. 1986         | 17. Okt. 1987                         | Stan Jolley                    | David Ketchum & Tony DiMarco                                                   |
| 15         | 15        | Spitzel aus den eigenen Reihen    | The Enemy Within         | 12. Feb. 1986        | 24. Okt. 1994                         | Cliff Bole                     | David Abramowitz                                                               |
| 16         | 16        | Liebe kennt keine Grenzen         | Every Time She Smiles    | 19. Feb. 1986        | 21. Nov. 1987                         | Charlie Correll                | James Schmerer                                                                 |
| 17         | 17        | Ein einfacher Auftrag             | To Be a Man              | 5. März 1986         | 8. Apr. 1989                          | Cliff Bole                     | Don Mankiewicz                                                                 |
| 18         | 18        | Das hässliche Entlein             | Ugly Duckling            | 12. März 1986        | 24. Okt. 1987                         | Charlie Correll                | Larry Gross                                                                    |
| 19         | 19        | Halt auf freier Strecke           | Slow Death               | 2. Apr. 1986         | 7. Nov. 1987                          | Don Weis                       | Stephen Kandel                                                                 |
| 20         | 20        | Die Flucht                        | The Escape               | 16. Apr. 1986        | 19. März 1988                         | Don Chaffey                    | Stephen Kandel                                                                 |
| 21         | 21        | Hinter der Mauer                  | A Prisoner of Conscience | 30. Apr. 1986        | 1. Nov. 1994                          | Cliff Bole                     | Stephen Kandel                                                                 |
| 22         | 22        | Ein Killer mit tausend Gesichtern | The Assassin             | 7. Mai 1986          | 28. Nov. 1987                         | Charlie Correll                | James Schmerer                                                                 |

## Staffel 2
| Nr. (ges.) | Nr. (St.) | Deutscher Titel               | Originaltitel         | Erstausstrahlung USA | Deutschsprachige Erstausstrahlung (D) | Regie              | Drehbuch                                                                           |
| ---------- | --------- | ----------------------------- | --------------------- | -------------------- | ------------------------------------- | ------------------ | ---------------------------------------------------------------------------------- |
| 23         | 1         | Der tödliche Computer         | The Human Factor      | 22. Sep. 1986        | 19. Dez. 1987                         | Charlie Correll    | Robin Bernheim                                                                     |
| 24         | 2         | Killer im Ruhestand           | The Eraser            | 29. Sep. 1986        | 2. Jan. 1988                          | Paul Krasny        | Stephen Kronish                                                                    |
| 25         | 3         | Der betrogene Betrüger        | Twice Stung           | 6. Okt. 1986         | 26. März 1988                         | Paul Krasny        | Mark Lisson & Bill Froehlich Idee: Bill Froehlich, Mark Lisson & Phil Combest      |
| 26         | 4         | Das Wunschkind                | The Wish Child        | 20. Okt. 1986        | 18. März 1989                         | Charlie Correll    | Bill Froehlich & Stephen Kandel Idee: Stephen Kronish, Brian Lane & Stephen Kandel |
| 27         | 5         | Der Bewährungshelfer          | Final Approach        | 27. Okt. 1986        | 9. Jan. 1988                          | Alexander Singer   | Rob Hedden                                                                         |
| 28         | 6         | Der Meisterlügner             | Jack of Lies          | 3. Nov. 1986         | 10. Nov. 1994                         | Charlie Correll    | Kerry Lenhart & John J. Sakmar                                                     |
| 29         | 7         | Ein Rosenkranz für alle Fälle | The Road not Taken    | 10. Nov. 1986        | 11. Nov. 1994                         | Cliff Bole         | Stephen Kronish Idee: Chuck Bowman                                                 |
| 30         | 8         | Adler in Not                  | Eagles                | 17. Nov. 1986        | 14. Nov. 1994                         | Paul Krasny        | George Lee Marshall                                                                |
| 31         | 9         | Warnende Träume               | Silent World          | 24. Nov. 1986        | 21. Nov. 1994                         | James L. Conway    | Stephen Kandel                                                                     |
| 32         | 10        | Mord an einem Cadillac        | Three for the Road    | 15. Dez. 1986        | 16. Jan. 1988                         | Alan Crosland      | John J. Sakmar & Kerry Lenhart Idee: Mark Lisson & Rob Hedden                      |
| 33         | 11        | Phoenix in Gefahr             | Phoenix under Siege   | 5. Jan. 1987         | 23. Jan. 1988                         | Gilbert M. Shilton | Stephen Kronish Idee: John I. Koivula                                              |
| 34         | 12        | Familienangelegenheiten       | Family Matter         | 12. Jan. 1987        | 22. Apr. 1989                         | Alexander Singer   | Paul Magistretti                                                                   |
| 35         | 13        | Tödliche Worte                | Soft Touch            | 19. Jan. 1987        | 25. Nov. 1994                         | Charlie Correll    | Joan Brooker & Nancy Eddo                                                          |
| 36         | 14        | Klapperstorch auf Abwegen     | Birth Day             | 2. Feb. 1987         | 28. Nov. 1994                         | James L. Conway    | Rob Hedden                                                                         |
| 37         | 15        | Piraten                       | Pirates               | 9. Feb. 1987         | 13. Feb. 1988                         | Bruce Kessler      | Stephen Kandel                                                                     |
| 38         | 16        | Wintersport ist Mord          | Out in the Cold       | 16. Feb. 1987        | 30. Jan. 1988                         | Cliff Bole         | Stephen Kronish                                                                    |
| 39         | 17        | Der Spion aus dem Sarg        | Dalton, Jack of Spies | 23. Feb. 1987        | 6. Feb. 1988                          | Bob Sweeney        | John J. Sakmar & Kerry Lenhart                                                     |
| 40         | 18        | Totgesagte leben länger       | Partners              | 2. März 1987         | 20. Feb. 1988                         | Cliff Bole         | Mark Lisson & Bill Froehlich                                                       |
| 41         | 19        | Die Befreiung                 | Bushmaster            | 23. März 1987        | 5. März 1988                          | Don Chaffey        | Rob Hedden                                                                         |
| 42         | 20        | Erinnerungen                  | Friends               | 6. Apr. 1987         | 12. März 1988                         | Cliff Bole         | Stephen Kronish                                                                    |
| 43         | 21        | Black Out                     | D.O.A.: MacGyver      | 27. Apr. 1987        | 9. Apr. 1988                          | Cliff Bole         | Jaison Starkes                                                                     |
| 44         | 22        | Gefährliche Freiheit          | For Love or Money     | 4. Mai 1987          | 27. Feb. 1988                         | James L. Conway    | Douglas Heyes, Jr.                                                                 |

## Staffel 3
| Nr. (ges.) | Nr. (St.) | Deutscher Titel                    | Originaltitel      | Erstausstrahlung USA | Deutschsprachige Erstausstrahlung (D) | Regie           | Drehbuch |
| ---------- | --------- | ---------------------------------- | ------------------ | -------------------- | ------------------------------------- | --------------- | --- |
| 45         | 1         | Eine tödliche Liebe, Teil 1        | Lost Love, Part 1  | 21. Sep. 1987        | 4. Feb. 1989                          | Cliff Bole      | Jerry Ludwig                                                                                                   |
| 46         | 2         | Eine tödliche Liebe, Teil 2        | Lost Love, Part 2  | 28. Sep. 1987        | 11. Feb. 1989                         | Cliff Bole      | Jerry Ludwig                                                                                                   |
| 47         | 3         | Schatten der Vergangenheit         | Back from the Dead | 5. Okt. 1987         | 18. Feb. 1989                         | James L. Conway | Stephen Kronish                                                                                                |
| 48         | 4         | Das Geisterschiff                  | Ghost Ship         | 19. Okt. 1987        | 25. Feb. 1989                         | Mike Vejar      | Stephen Kandel                                                                                                 |
| 49         | 5         | Wer zuletzt lacht, lacht am besten | Fire and Ice       | 26. Okt. 1987        | 4. März 1989                          | Alan Simmonds   | Rick Husky |
| 50         | 6         | GX-1                               | GX-1               | 2. Nov. 1987         | 11. März 1989                         | Mike Vejar      | Calvin Clements, Jr.                                                                                           |
| 51         | 7         | Wozu sind Freunde da?              | Jack in the Box    | 9. Nov. 1987         | 25. März 1989                         | James L. Conway | David Rich |
| 52         | 8         | Schwindelnde Höhen                 | The Widowmaker     | 16. Nov. 1987        | 1. Apr. 1989                          | Mike Vejar      | John Whelpley Idee: Harv Zimmel                                                                                |
| 53         | 9         | Hindernisse                        | Hell Week          | 23. Nov. 1987        | 15. Apr. 1989                         | James L. Conway | Leonard Mlodinow & Scott Rubenstein                                                                            |
| 54         | 10        | Das Attentat                       | Blow Out           | 21. Dez. 1987        | 29. Apr. 1989                         | Cliff Bole      | Reed Moran |
| 55         | 11        | Gefahr aus dem Weltall             | Kill Zone          | 4. Jan. 1988         | 28. Dez. 1994                         | Chuck Bowman    | Calvin Clements, Jr.                                                                                           |
| 56         | 12        | Der neue Boss                      | Early Retirement   | 18. Jan. 1988        | 6. Mai 1989                           | Cliff Bole      | John Whelpley                                                                                                  |
| 57         | 13        | Riskantes Spiel                    | Thin Ice           | 1. Feb. 1988         | 30. Dez. 1994                         | Cliff Bole      | Rick Drew |
| 58         | 14        | Das Gangstertrio                   | The Odd Triple     | 29. Feb. 1988        | 13. Mai 1989                          | James L. Conway | Stephen Kandel                                                                                                 |
| 59         | 15        | Mord auf Bestellung                | The Negotiator     | 7. März 1988         | 20. Mai 1989                          | Charlie Correll | Calvin Clements, Jr.                                                                                           |
| 60         | 16        | Giftmüllbeseitigung ganz modern    | The Spoilers       | 14. März 1988        | 3. Juni 1989                          | Mike Vejar      | Stephen Kandel                                                                                                 |
| 61         | 17        | Die Wolfsmaske                     | Mask of the Wolf   | 28. März 1988        | 10. Juni 1989                         | Cliff Bole      | Calvin Clements, Jr. & W. Reed Moran Idee: John J. Sakmar, Kerry Lenhart, Calvin Clements, Jr. & W. Reed Moran |
| 62         | 18        | Ein millionenschweres Baby         | Rock the Cradle    | 18. Apr. 1988        | 17. Juni 1989                         | Mike Vejar      | John Whelpley                                                                                                  |
| 63         | 19        | Wilderer auf Menschenjagd          | The Endangered     | 2. Mai 1988          | 24. Juni 1989                         | Charlie Correll | Peter Filardi                                                                                                  |
| 64         | 20        | Der Letzte der Familie Chung       | Murderers’ Sky     | 9. Mai 1988          | 1. Juli 1989                          | Mike Vejar      | Herman Miller                                                                                                  |

## Staffel 4
| Nr. (ges.) | Nr. (St.) | Deutscher Titel                 | Originaltitel                | Erstausstrahlung USA | Deutschsprachige Erstausstrahlung (D) | Regie            | Drehbuch                                                 |
| ---------- | --------- | ------------------------------- | ---------------------------- | -------------------- | ------------------------------------- | ---------------- | -------------------------------------------------------- |
| 65         | 1         | Das Geheimnis des Hauses Parker | The Secret of Parker House   | 31. Okt. 1988        | 9. Dez. 1989                          | Mike Vejar       | Rick Drew, John Sheppard & Gene Hanson Idee: Gene Hanson |
| 66         | 2         | Blutsbrüder                     | Blood Brothers               | 21. Nov. 1988        | 16. Dez. 1989                         | Charlie Correll  | Rick Drew                                                |
| 67         | 3         | Neue Wege                       | The Outsiders                | 28. Nov. 1988        | 23. Dez. 1989                         | Mike Vejar       | Michelle Poteet Lisanti                                  |
| 68         | 4         | Raketen für die Rebellen        | On a Wing and a Prayer       | 5. Dez. 1988         | 30. Dez. 1989                         | Charlie Correll  | John Whelpley                                            |
| 69         | 5         | Sabotage auf der Rennbahn       | Collision Course             | 12. Dez. 1988        | 6. Jan. 1990                          | Chuck Bowman     | Paul B. Margolis                                         |
| 70         | 6         | Überlebenstraining              | The Survivors                | 9. Jan. 1989         | 20. Jan. 1990                         | Michael Caffey   | Reed Moran                                               |
| 71         | 7         | Der Mann im Hintergrund         | Deadly Dreams                | 16. Jan. 1989        | 27. Jan. 1990                         | Les Landau       | Stephen Downing                                          |
| 72         | 8         | Mutter Dalton                   | Ma Dalton                    | 23. Jan. 1989        | 13. Jan. 1990                         | Rob Bowman       | John Whelpley                                            |
| 73         | 9         | Cleo Rocks                      | Cleo Rocks                   | 6. Feb. 1989         | 3. Feb. 1990                          | Chuck Bowman     | John Sheppard & Rick Drew                                |
| 74         | 10        | Die Fünferbande                 | Fraternity of Thieves        | 13. Feb. 1989        | 10. Feb. 1990                         | Michael Preece   | Grant Rosenberg                                          |
| 75         | 11        | Kein Kinderspiel                | The Battle of Tommy Giordano | 20. Feb. 1989        | 24. Feb. 1990                         | Mike Vejar       | Marianne Clarkson                                        |
| 76         | 12        | Druck                           | The Challenge                | 27. Feb. 1989        | 3. März 1990                          | Dana Elcar       | Chris Haddock                                            |
| 77         | 13        | Schuldgefühle                   | Runners                      | 13. März 1989        | 17. März 1990                         | Michael Caffey   | Joel Schwartz                                            |
| 78         | 14        | Goldrausch                      | Gold Rush                    | 27. März 1989        | 24. März 1990                         | William Gereghty | David Engelbach                                          |
| 79         | 15        | Der unsichtbare Tod             | The Invisible Killer         | 10. Apr. 1989        | 31. März 1990                         | Dana Elcar       | Chris Haddock                                            |
| 80         | 16        | Die Gehirnwäsche                | Brainwashed                  | 24. Apr. 1989        | 5. Mai 1990                           | Michael Caffey   | John Sheppard                                            |
| 81         | 17        | Gelähmte Stadt                  | Easy Target                  | 1. Mai 1989          | 7. Apr. 1990                          | Charlie Correll  | Rick Drew                                                |
| 82         | 18        | Das Sicherheitsrisiko           | Renegade                     | 8. Mai 1989          | 14. Apr. 1990                         | Michael Caffey   | Chris Haddock Idee: Robert Bielak & Chris Haddock        |
| 83         | 19        | Der Skorpion                    | Unfinished Business          | 15. Mai 1989         | 21. Apr. 1990                         | Charlie Correll  | Marianne Clarkson                                        |

## Staffel 5
| Nr. (ges.) | Nr. (St.) | Deutscher Titel                           | Originaltitel                   | Erstausstrahlung USA | Deutschsprachige Erstausstrahlung (D) | Regie            | Drehbuch                         |
| ---------- | --------- | ----------------------------------------- | ------------------------------- | -------------------- | ------------------------------------- | ---------------- | -------------------------------- |
| 84         | 1         | Die Legende von der heiligen Rose, Teil 1 | Legend of the Holy Rose, Part 1 | 18. Sep. 1989        | 14. Sep. 1992                         | Michael Caffey   | Stephen Downing                  |
| 85         | 2         | Die Legende von der heiligen Rose, Teil 2 | Legend of the Holy Rose, Part 2 | 25. Sep. 1989        | 15. Sep. 1992                         | Charlie Correll  | Stephen Downing                  |
| 86         | 3         | Die schwarze Perle                        | The Black Corsage               | 2. Okt. 1989         | 15. Jan. 1991                         | Charlie Correll  | Paul B. Margolis                 |
| 87         | 4         | Waffenstillstand                          | Cease Fire                      | 9. Okt. 1989         | 8. Jan. 1991                          | William Gereghty | Chris Haddock                    |
| 88         | 5         | Der ungewollte Vater                      | Second Chance                   | 16. Okt. 1989        | 22. Jan. 1991                         | Michael Caffey   | Robert Sherman                   |
| 89         | 6         | Das Tal des Todes                         | Halloween Knights               | 30. Okt. 1989        | 29. Jan. 1991                         | Charlie Correll  | John Sheppard                    |
| 90         | 7         | Die Kinder vom Tienanmen-Platz            | Children of Light               | 6. Nov. 1989         | 5. Feb. 1991                          | Bill Corcoran    | Rick Mittleman                   |
| 91         | 8         | Erbarmungslos                             | Black Rhino                     | 13. Nov. 1989        | 12. Feb. 1991                         | Michael Caffey   | Paul B. Margolis                 |
| 92         | 9         | Die Frau im Hintergrund                   | The Ten Percent Solution        | 20. Nov. 1989        | 9. Sep. 2014                          | Michael Preece   | Tom Drake & Sally Drake          |
| 93         | 10        | Rock gegen Drogen                         | Two Times Trouble               | 11. Dez. 1989        | 19. Feb. 1991                         | Michael Preece   | Robert Sherman                   |
| 94         | 11        | Die Madonna                               | The Madonna                     | 18. Dez. 1989        | 1. Jan. 1991                          | Michael Caffey   | Cathleen Young                   |
| 95         | 12        | Im Wilden Westen                          | Serenity                        | 8. Jan. 1990         | 26. Feb. 1991                         | William Gereghty | Stephen Kandel                   |
| 96         | 13        | Die Schule des Lebens                     | Live and Learn                  | 15. Jan. 1990        | 5. März 1991                          | Harry Harris     | Rick Mittleman                   |
| 97         | 14        | Kampf um den Wald                         | Log Jam                         | 5. Feb. 1990         | 12. März 1991                         | William Gereghty | Lee Maddux                       |
| 98         | 15        | Mancos Schatz                             | The Treasure of Manco           | 12. Feb. 1990        | 19. März 1991                         | Michael Preece   | Chris Haddock                    |
| 99         | 16        | Die Geldwäscher                           | Jenny’s Chance                  | 19. Feb. 1990        | 26. März 1991                         | Michael Caffey   | Rick Drew & John Sheppard        |
| 100        | 17        | Vertrauen ist gut…                        | Deep Cover                      | 26. Feb. 1990        | 13. Aug. 1991                         | Charlie Correll  | Robert Sherman                   |
| 101        | 18        | Von Geigen und Ganoven                    | The Lost Amadeus                | 19. März 1990        | 9. Apr. 1991                          | Michael Caffey   | Paul B. Margolis                 |
| 102        | 19        | Herzen aus Stahl                          | Hearts of Steel                 | 9. Apr. 1990         | 16. Apr. 1991                         | Charlie Correll  | Rick Mittleman                   |
| 103        | 20        | Die Vogellady                             | Rush to Judgement               | 16. Apr. 1990        | 21. Dez. 1992                         | Charlie Correll  | Robert Sherman                   |
| 104        | 21        | Fähre ins Jenseits                        | Passages                        | 30. Apr. 1990        | 20. Aug. 1991                         | William Gereghty | John Sheppard Idee: Anthony Rich |

## Staffel 6
| Nr. (ges.) | Nr. (St.) | Deutscher Titel                | Originaltitel           | Erstausstrahlung USA | Deutschsprachige Erstausstrahlung (D) | Regie            | Drehbuch                                            |
| ---------- | --------- | ------------------------------ | ----------------------- | -------------------- | ------------------------------------- | ---------------- | --------------------------------------------------- |
| 105        | 1         | Gewalt gegen Gewalt            | Tough Boys              | 17. Sep. 1990        | 27. Aug. 1991                         | Mike Vejar       | Art Washington                                      |
| 106        | 2         | Ein Akt der Menschlichkeit     | Humanity                | 24. Sep. 1990        | 3. Sep. 1991                          | William Gereghty | Lincoln Kibbee                                      |
| 107        | 3         | Eine Waffe mit Vergangenheit   | The Gun                 | 1. Okt. 1990         | 10. Sep. 1991                         | William Gereghty | Robert Sherman                                      |
| 108        | 4         | Falsche Freunde                | Twenty Questions        | 8. Okt. 1990         | 17. Sep. 1991                         | Michael Caffey   | Rick Mittleman                                      |
| 109        | 5         | Die Mauer                      | The Wall                | 22. Okt. 1990        | 24. Sep. 1991                         | Michael Preece   | Rick Drew                                           |
| 110        | 6         | Die Lehre des Bösen            | Lesson in Evil          | 29. Okt. 1990        | 22. Dez. 1992                         | William Gereghty | John Sheppard                                       |
| 111        | 7         | Der Wille von Harry            | Harry’s Will            | 5. Nov. 1990         | —                                     | William Gereghty | Lincoln Kibbee                                      |
| 112        | 8         | MacGyvers Traumfrauen          | MacGyver’s Women        | 12. Nov. 1990        | 22. Okt. 1992                         | Michael Preece   | Lincoln Kibbee & Stephen Kandel                     |
| 113        | 9         | Im Wein liegt die Wahrheit     | Bitter Harvest          | 19. Nov. 1990        | 8. Okt. 1991                          | Mike Vejar       | Michael Kane                                        |
| 114        | 10        | Besuch vom anderen Stern       | The Visitor             | 3. Dez. 1990         | 27. Okt. 1992                         | William Gereghty | Brad Radnitz                                        |
| 115        | 11        | Ein schöner Treffer            | Squeeze Play            | 17. Dez. 1990        | 2. Nov. 1992                          | Michael Preece   | Art Washington                                      |
| 116        | 12        | Heiße Liebe                    | Jerico Games            | 7. Jan. 1991         | 3. Nov. 1992                          | William Gereghty | Robert Sherman                                      |
| 117        | 13        | Das tote Land                  | The Wasteland           | 21. Jan. 1991        | 4. Nov. 1992                          | Michael Caffey   | Robert Hamner Idee: Grant Rosenberg & Robert Hamner |
| 118        | 14        | Das Auge des Osiris            | Eye of Osiris           | 4. Feb. 1991         | 5. Nov. 1992                          | Mike Vejar       | John Sheppard                                       |
| 119        | 15        | Schöne Freunde                 | High Control            | 11. Feb. 1991        | 9. Nov. 1992                          | Michael Caffey   | Lincoln Kibbee                                      |
| 120        | 16        | Der stumme Zeuge               | There but for the Grace | 18. Feb. 1991        | 10. Nov. 1992                         | William Gereghty | John Considine                                      |
| 121        | 17        | Blindes Vertrauen              | Blind Faith             | 4. März 1991         | 11. Nov. 1992                         | Michael Caffey   | John Considine                                      |
| 122        | 18        | Die Lacey-Sisters              | Faith, Hope & Charity   | 18. März 1991        | 16. Nov. 1992                         | William Gereghty | Brad Radnitz                                        |
| 123        | 19        | Geschäft ist Geschäft          | Strictly Business       | 8. Apr. 1991         | 17. Nov. 1992                         | Mike Vejar       | John Sheppard                                       |
| 124        | 20        | Der schwarze Strom             | Trail of Tears          | 26. Apr. 1991        | 12. Nov. 1992                         | Michael Preece   | Lincoln Kibbee                                      |
| 125        | 21        | Lektion in Sachen Freundschaft | Hind-Sight              | 6. Mai 1991          | 23. Nov. 1992                         | Michael Preece   | Rick Mittleman                                      |

## Staffel 7
| Nr. (ges.) | Nr. (St.) | Deutscher Titel            | Originaltitel                | Erstausstrahlung USA | Deutschsprachige Erstausstrahlung (D) | Regie            | Drehbuch                                                  |
| ---------- | --------- | -------------------------- | ---------------------------- | -------------------- | ------------------------------------- | ---------------- | --------------------------------------------------------- |
| 126        | 1         | Agenten in der Karibik     | Honest Abe                   | 16. Sep. 1991        | 26. Nov. 1992                         | Michael Caffey   | Lincoln Kibbee                                            |
| 127        | 2         | Mörderische Absichten      | The ’Hood                    | 23. Sep. 1991        | 25. Nov. 1992                         | Mike Vejar       | Rick Mittleman                                            |
| 128        | 3         | Aber die Leiche fehlte!    | Obsessed                     | 30. Sep. 1991        | 24. Nov. 1992                         | William Gereghty | John Sheppard                                             |
| 129        | 4         | Der Feuerteufel            | The Prometheus Syndrome      | 7. Okt. 1991         | 1. Dez. 1992                          | William Gereghty | Robert Sherman                                            |
| 130        | 5         | Die Coltons                | The Coltons                  | 14. Okt. 1991        | 19. Nov. 1992                         | William Gereghty | Stephen Downing Idee: Michael Greenburg & Stephen Downing |
| 131        | 6         | Die Gärten des Todesbarons | Walking Dead                 | 21. Okt. 1991        | 30. Nov. 1992                         | Michael Preece   | Mark Rodgers                                              |
| 132        | 7         | Ritter MacGyver, Teil 1    | Good Knight MacGyver, Part 1 | 4. Nov. 1991         | 2. Dez. 1992                          | Mike Vejar       | John Considine                                            |
| 133        | 8         | Ritter MacGyver, Teil 2    | Good Knight MacGyver, Part 2 | 11. Nov. 1991        | 3. Dez. 1992                          | Mike Vejar       | John Considine                                            |
| 134        | 9         | Tödlicher Hass             | Deadly Silents               | 18. Nov. 1991        | 7. Dez. 1992                          | William Gereghty | Brad Radnitz                                              |
| 135        | 10        | Der letzte Boxkampf        | Split Decision               | 2. Dez. 1991         | 10. Dez. 1992                         | Michael Caffey   | David Rich                                                |
| 136        | 11        | Der Bandenkrieg            | Gunz ’n Boyz                 | 16. Dez. 1991        | 14. Dez. 1992                         | William Gereghty | Art Washington                                            |
| 137        | 12        | Kampf den Spekulanten      | Off the Wall                 | 30. Dez. 1991        | 15. Dez. 1992                         | Michael Preece   | Rick Mittleman                                            |
| 138        | 13        | Tod in China               | The Stringer                 | 25. Apr. 1992        | 17. Dez. 1992                         | William Gereghty | Brad Radnitz                                              |
| 139        | 14        | Schweres Wasser            | The Mountain of Youth        | 21. Mai 1992         | 16. Dez. 1992                         | Mike Vejar       | John Sheppard                                             |

## Fernsehfilme
| Nr. | Deutscher Titel                   | Originaltitel                 | Erstausstrahlung USA | Deutschsprachige Erstausstrahlung (D) | Regie           | Drehbuch       |
| --- | --------------------------------- | ----------------------------- | -------------------- | ------------------------------------- | --------------- | -------------- |
| F1  | Jagd nach dem Schatz von Atlantis | The Lost Treasure of Atlantis | 14. Mai 1994         | 22. Jan. 1995                         | Mike Vejar      | John Sheppard  |
| F2  | Endstation Hölle                  | Trail to Doomsday             | 24. Nov. 1994        | 15. Jan. 1995                         | Charlie Correll | John Considine |